# 银口天竺鲷属
银口天竺鲷属（学名：Jaydia）是天竺鲷科天竺鲷亚科下的一类栖息于泥沙底的小型鱼类，体长一般小于12厘米，广泛分布于印度洋到西太平洋近海区域，已知有18个有效种。

## 分类
詹姆斯·倫納德·布賴爾利·史密斯1961年在西印度洋研究天竺鲷属的黑边天竺鲷（Apogon ellioti）和奎氏天竺鲷（Apogon queketti）时，认为这两种鱼具有共同的圆形尾鳍和前鳃盖骨边缘锯齿退化的特征，于是建立了新属银口天竺鲷属（Jaydia）。1972年基于比较骨学将Jaydia列为天竺鲷属（Apogon）的同属异名。1997年又将Jaydia列为Apogon的亚属。2014年基于分子系统发育分析和比较形态学的研究，将Jaydia提升为属。

## 形态
银口天竺鲷属的模式种是黑边天竺鲷（Apogon ellioti），为黑边银口天竺鲷（Jaydia truncata）的次定同种异名。
银口天竺鲷属的第一背鳍第四鳍棘最长，且上端通常呈微黑到黑色。前鳃盖骨边缘锯齿退化，尾神经骨退化或缺失，部分种具有发光器官。尾鳍通常为圆形。体侧通常具有4-12条横带。